# Nagorno-Karabach dram
Nagorno-Karabach dram är en myntenhet i Nagorno-Karabach. Även om den är ett lagligt betalningsmedel så används den inte så ofta som armeniska dram. 2- och 10 dram-sedlar trycktes i Österrike 2004. Fem olika mynt har också utfärdats.